# إيمانويل أومودياغبي
إيمانويل أومودياغبي (بالإنجليزية: Emmanuel Omodiagbe)‏ (19 أكتوبر 1985 بنيجيريا - ) هو لاعب كرة قدم نيجيري في مركز الوسط. شارك مع منتخب نيجيريا لكرة القدم. أما مع النوادي، فقد لعب مع بيندل إنشورانس ونادي هارتلاند وواري وولفز.